# Uwini
Vous pouvez aider à l'améliorer ou bien discuter des problèmes sur sa page de discussion.
- Son contenu est rédigé entièrement ou presque à partir d'une seule source. N'hésitez pas à modifier cet article pour améliorer sa vérifiabilité en apportant de nouvelles références dans des notes de bas de page. (Marqué depuis août 2022)
- Certaines informations devraient être mieux reliées aux sources mentionnées dans la bibliographie ou les liens externes. Améliorez sa vérifiabilité en les associant par des références. (Marqué depuis août 2022)
- Il est orphelin : moins de trois articles lui sont liés. Aidez à ajouter des liens en plaçant le code [[Uwini]] dans les articles relatifs au sujet. (Marqué depuis septembre 2013)

- Archive Wikiwix
- Bing
- Cairn
- DuckDuckGo
- E. Universalis
- Gallica
- Google
- G. Books
- G. News
- G. Scholar
- Persée
- Qwant
- (zh) Baidu
- (ru) Yandex
- (wd) trouver des œuvres sur Wikidata

Uwini était un chef makalaka. Il était considéré comme une divinité et faisait partie de la résistance contre le colonialisme britannique. Il fut accusé par la British South Africa Company d'avoir participé à l'assassinat de colons blancs et fut exécuté près de Bulawayo en août 1896.

## Sources
- Robert Baden-Powell: The Matabele-Campaign 1896. - Online-Ausgabe in Englisch